# ロータリー交差点
ロータリー交差点（ロータリーこうさてん）、または円形交差点（えんけいこうさてん）とは、交差点の一種で、中心の島の周囲を一方向に周回する方式のうち、一時停止位置や信号機が設置され交通整理が行われるものをいう。
同様の交差点で一時停止位置や信号機がないものをラウンドアバウト（環状交差点）という。
英語では一時停止位置や信号機の有無にかかわらず rotary や roundabout と総称しているが、特に区別する場合は一時停止位置や信号機がないもの（日本で単にラウンドアバウトというもの）を modern roundabout（現代的ラウンドアバウト）という。

## 概要

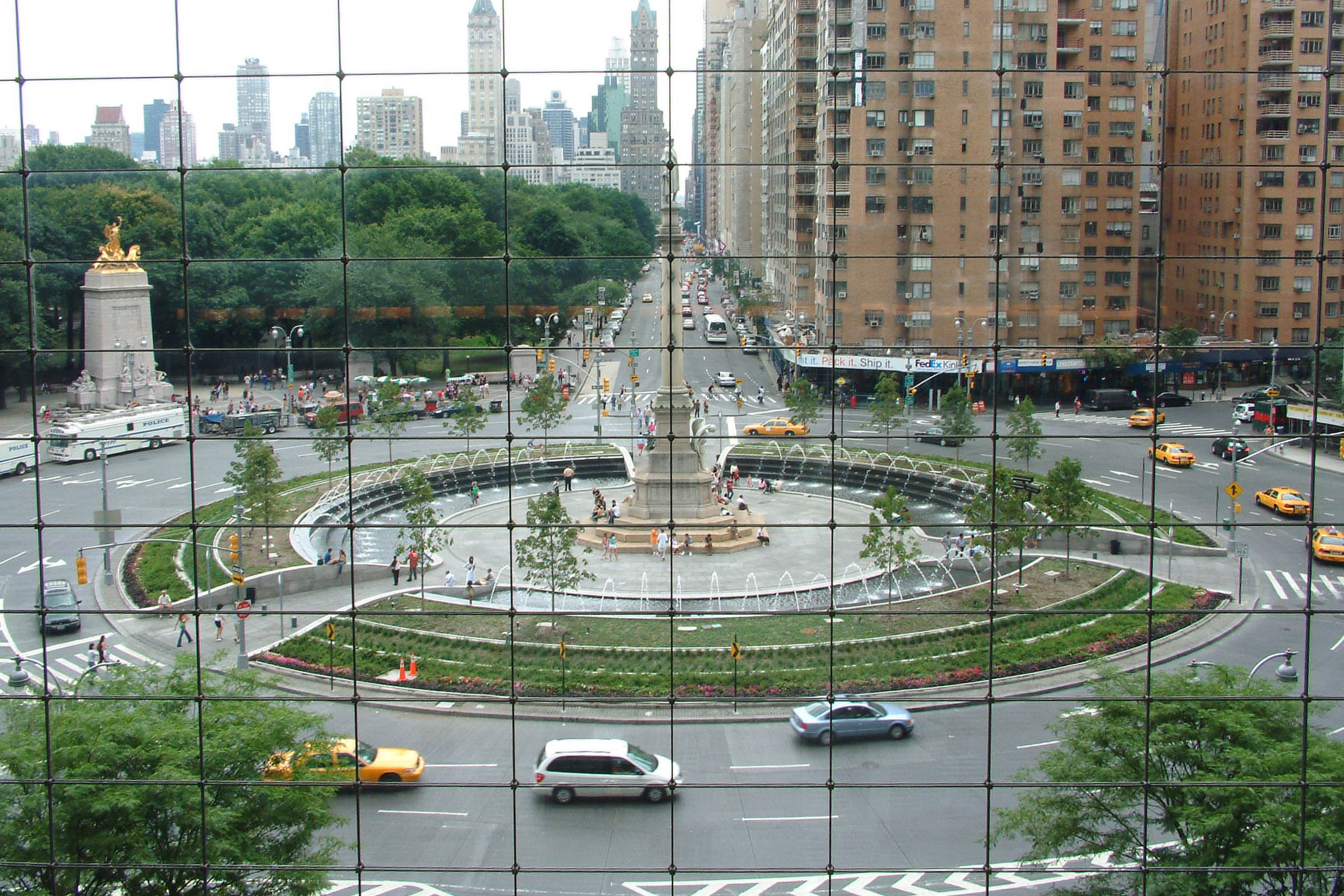
ニューヨーク市のコロンバスサークル。進入が信号でコントロールされている。歩行者が中心へと横断歩道でたどりつくことができる珍しいタイプ。

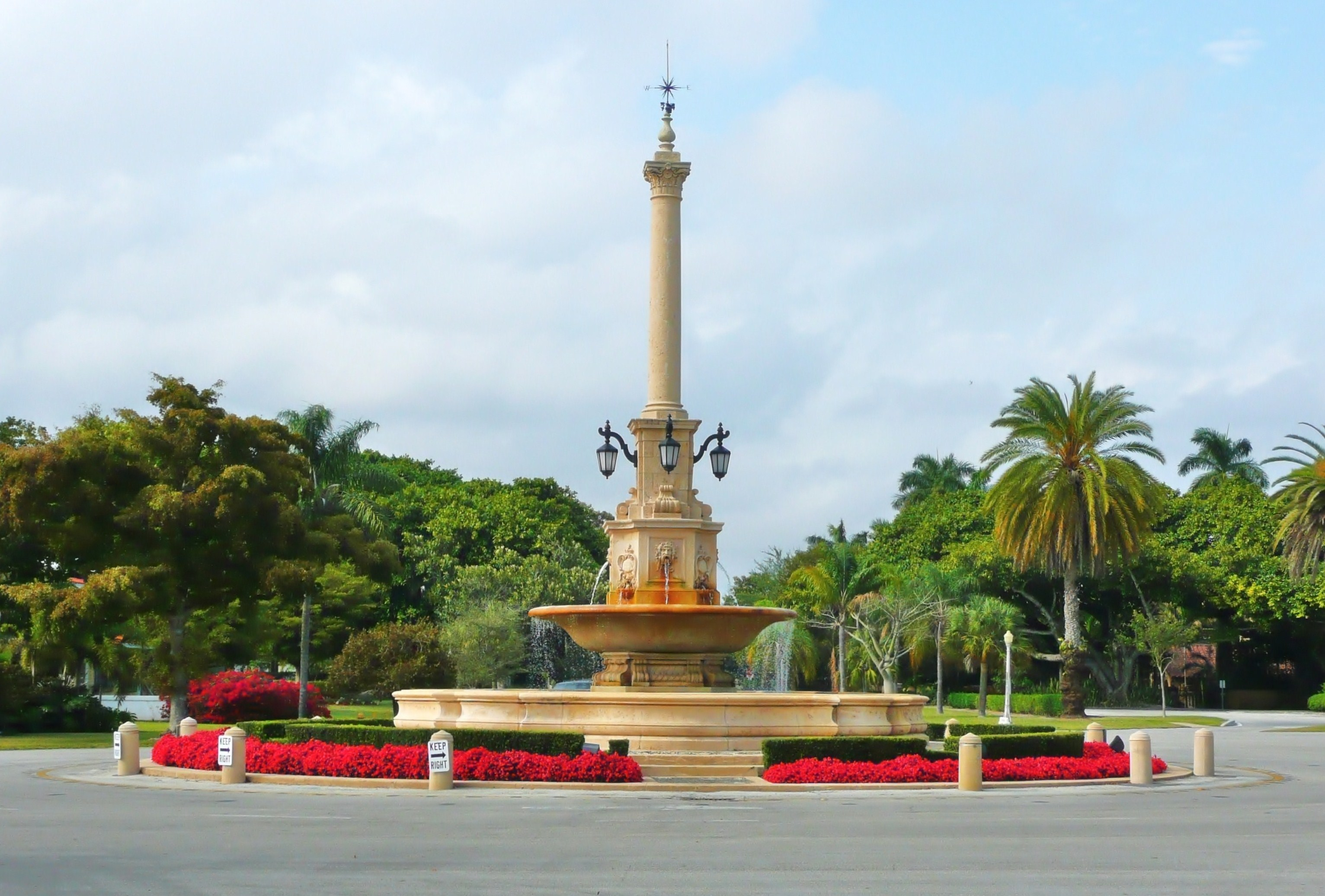
フロリダ州コーラルゲーブルズのデソト広場にあるロータリー交差点。

ロータリー交差点は、交通整理に円形の環状部分を用いる交差点の一種である。通常は、環状部分の通行方向は一方通行である。すなわち左側通行の場合は右回り（時計回り）、右側通行の場合は左回り（反時計回り）となる。
現代的ラウンドアバウトとは異なり、ロータリー交差点は入口の部分で一時停止の標識が設置されたり、交差点内に信号機が設置され交通整理が行われる。ロータリーに進入する車両は安全を確認して、進入可能な場合のみ進入する。また、環状部分の入口で曲がるのではなく環状部分に合流する形態や、環状部分内部で車線が区切られており、環状部分から出るときに進路変更が必要な場合がある。
高速道路のインターチェンジやジャンクション等においてロータリー交差点が適用される場合には、環状部分の半径が現代的ラウンドアバウトに比較してかなり大きめに取られ、環状部分を比較的高速で走行する場合もある。
ヨーロッパ大陸の街々では、しばしば街の中心部に何かを記念するための円形の広場などが多く造られ、そこから放射状に道路が伸びていることが多く、こうした交差点は古くから多数存在しており、きわめて日常的な存在である。

## 要素
以下はロータリー交差点を設計する際の要素である。
- 優先側の定義
環状部分に入る車と、環状部分を通行する車のどちらが優先となるか。一時停止標識や信号機により指示する場合もある。なお、標識や信号機等で規制されている場合を除き、ロータリーは環状部分に入る車が優先、現代的ラウンドアバウトは環状部分を通行する車が優先になる。
- 進入角度
直角（90度）に近い場合には、通常の交差点における左折と同様に徐行程度の速度で進入する。角度が浅く合流するような形態の場合、本線通行時から若干の減速で進入する場合もある。
- 進路変更の可否、車線の設置の有無
- 半径
高速通過を前提とする場合は半径がかなり大きくなる。交通容量が大きい場合には環状部分の幅員が大きくなる。
- 中央島の機能
駐車場、公園、泉などに利用することもある。

## 利点と欠点
以下のような利点・欠点がある。
利点としては以下のものがあげられる。
- 構造上、直交する交通が無く、またある程度通行速度を落とす必要があるため、事故率が低くなる。
- 環状路を一周することでUターンが容易にできる。

欠点としては以下のものがあげられる。
- 信号型交差点に比べ交通容量が小さいため、交通量の大きい交差点では渋滞が発生する可能性がある。
- 一般に必要面積が広く、用地の確保が困難な市街地では採用が難しい。
- 自車両がどの方向に向かっているのか把握しづらく、交差点に慣れていないと道に迷う可能性が高くなる。

## 評価
フランスやアメリカなどでは19世紀末から設計、利用が始まり、20世紀前半にはアメリカにおいて多数のロータリー交差点が設置された。しかし、下記の要因により否定的な評価がなされている。
- 高速で合流させるロータリー交差点の場合には、かなり大きな半径を必要とする。半径100m程を超える巨大なロータリー交差点もあるが、高速で合流させるにはなお不十分である。
- 高速で合流させる場合には実質的に環状部分に入る車が優先となり、環状部分の交通容量を超えた場合には警察官による交通整理が必要となった。

このような従来型のロータリー交差点は事故の発生率が高く渋滞も起きやすいものと評価され、アメリカでは1950年代にロータリー交差点の設置は中断された。
アメリカ以外でもロータリー交差点は普及せず、1960年代にイギリスで現代的ラウンドアバウトが開発されるのを待つ必要があった。

## 現代的ラウンドアバウト

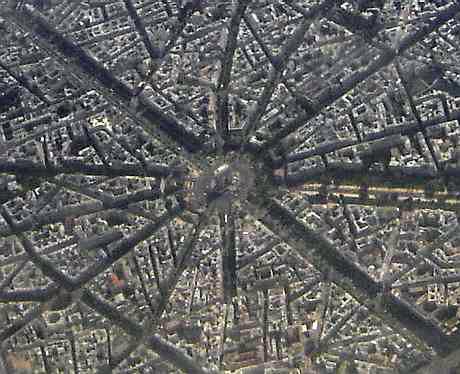
シャルル・ド・ゴール広場のラウンドアバウト。大きくて、進入路が多数集中している。中心にある凱旋門へは、地下道を通ることでたどりつくことができる。

現代的ラウンドアバウト（環状交差点）は、ロータリー交差点と同様の交差点で一時停止位置や信号機がないものをいう。
世界的に見ると、ロータリー交差点に比べ、現代的ラウンドアバウトに分類されるものの数が多い。イギリス連邦諸国などでもこの方式の利点が認められ、設置例が増えつつある。
環状の流れにのっている車両の側に優先権があり、流入する車両のほうには減速と安全確認が求められる。一般に流入路や環状部に信号機は設置されておらず、外から進入してくる車両によって進行を妨害されることはない。
一般的に、現代的ラウンドアバウトは慣れていて優先順位が身に付いていれば、流れにのって自分の思う方面へ進んでゆくことができ、運転がしやすいものである。
ただし、パリのシャルル・ド・ゴール広場のラウンドアバウトは例外的で、特にサイズが大きく、またあまりに多数の進入路が集中していて、環状路内で回る車の台数も極端に多いため、旅行者などこの交差点に不慣れな人々のあいだでは「運転の難所」とされることもある。
日本では2013年6月14日法律第43号改正の道路交通法により、この現代的ラウンドアバウトが導入された。

## 日本でのロータリー交差点

日本の警戒標識（201の2）ロータリーあり

日本におけるロータリー交差点は、主要道路では設置例が少ない。これはかつて、明治から大正時代にかけて都心の交差点に数多く設置されていたものが、昭和30年代以降の高度経済成長によって、交通量の増加や渋滞の発生、用地の確保の難しさ、運転のしにくさによる混乱などの欠点から、急速に撤去が進んだためである。

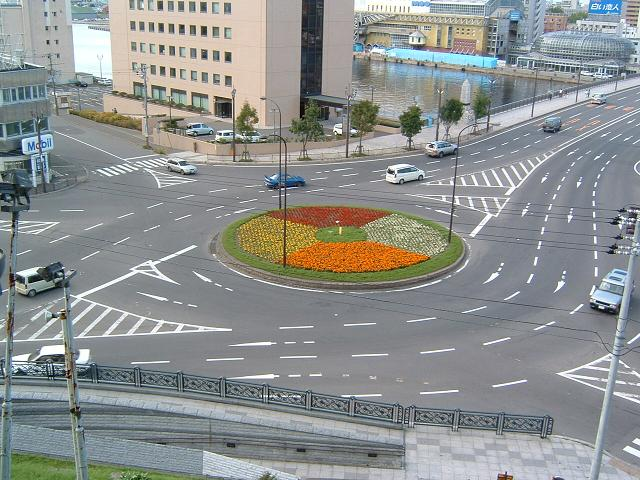
幣舞ロータリー（北海道釧路市）
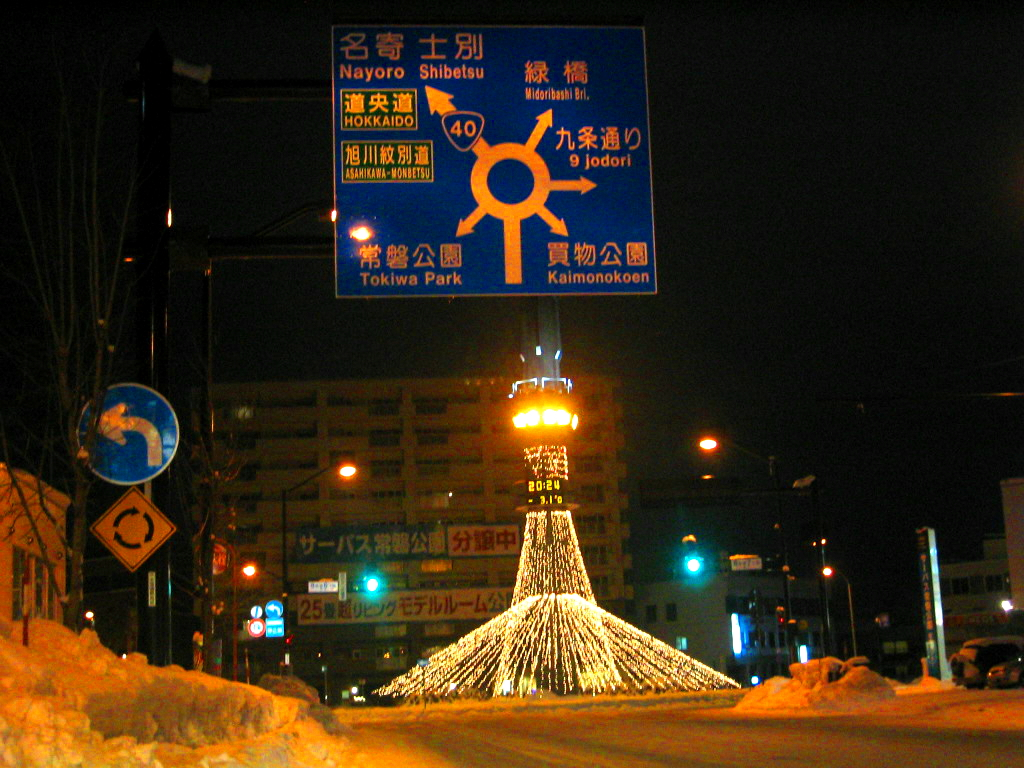
旭川常盤ロータリー（北海道旭川市）
日本最大のロータリー。
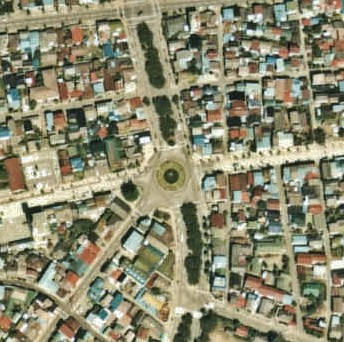
戸崎ロータリー（福島県本宮市）
国道4号の交差点。ロータリーと名のつくものの、実態は立体交差する県道へのアプローチ道路と交わる単なる丁字路交差点である。
- 吾妻町ロータリー（長野県飯田市）
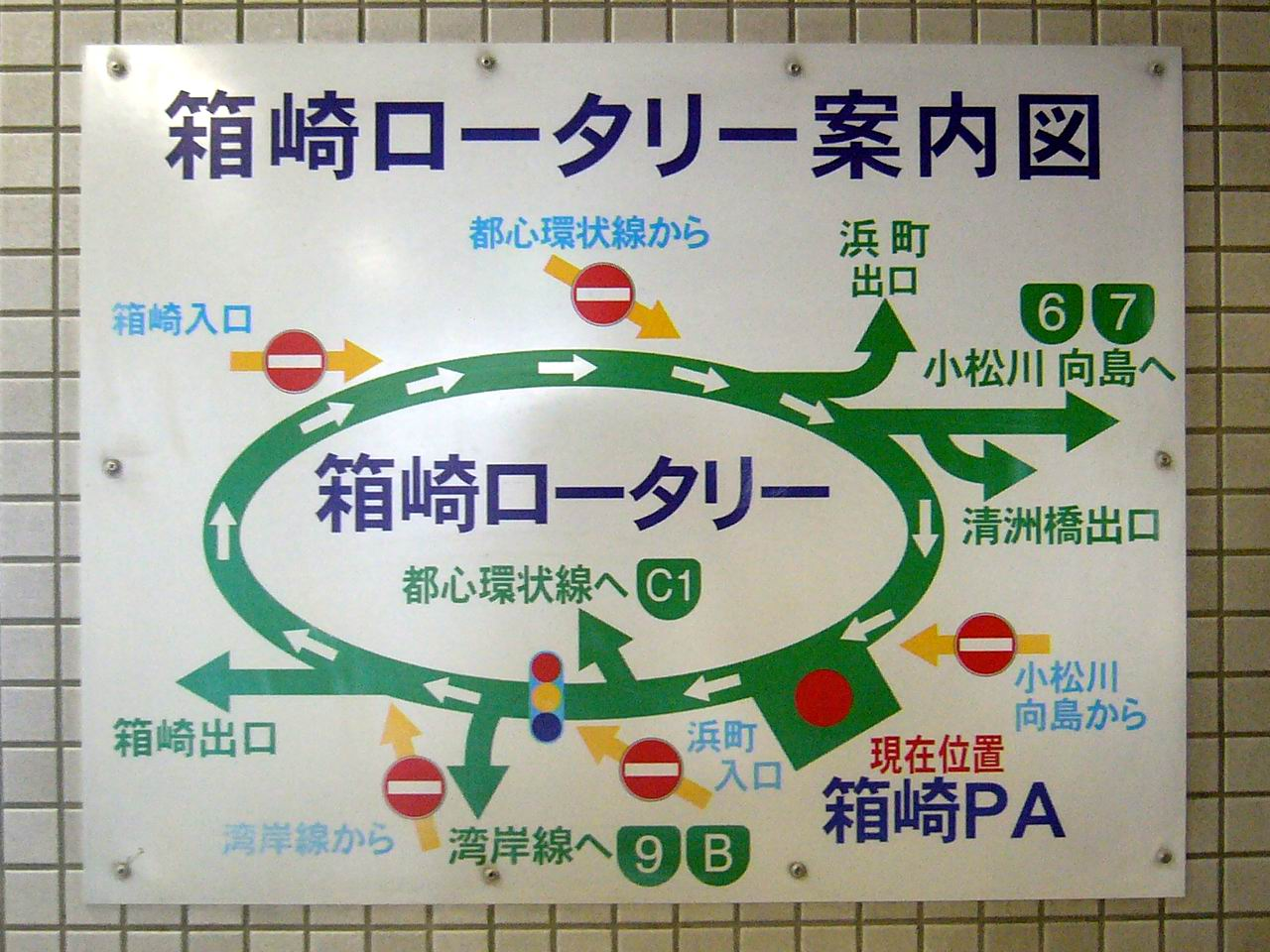
箱崎ロータリー（東京都中央区）
首都高速道路の箱崎ジャンクションには、箱崎パーキングエリアや複数の出入り口が併設されており、3方向に伸びる本線とそれらの施設を結ぶためのロータリーが設置されている。
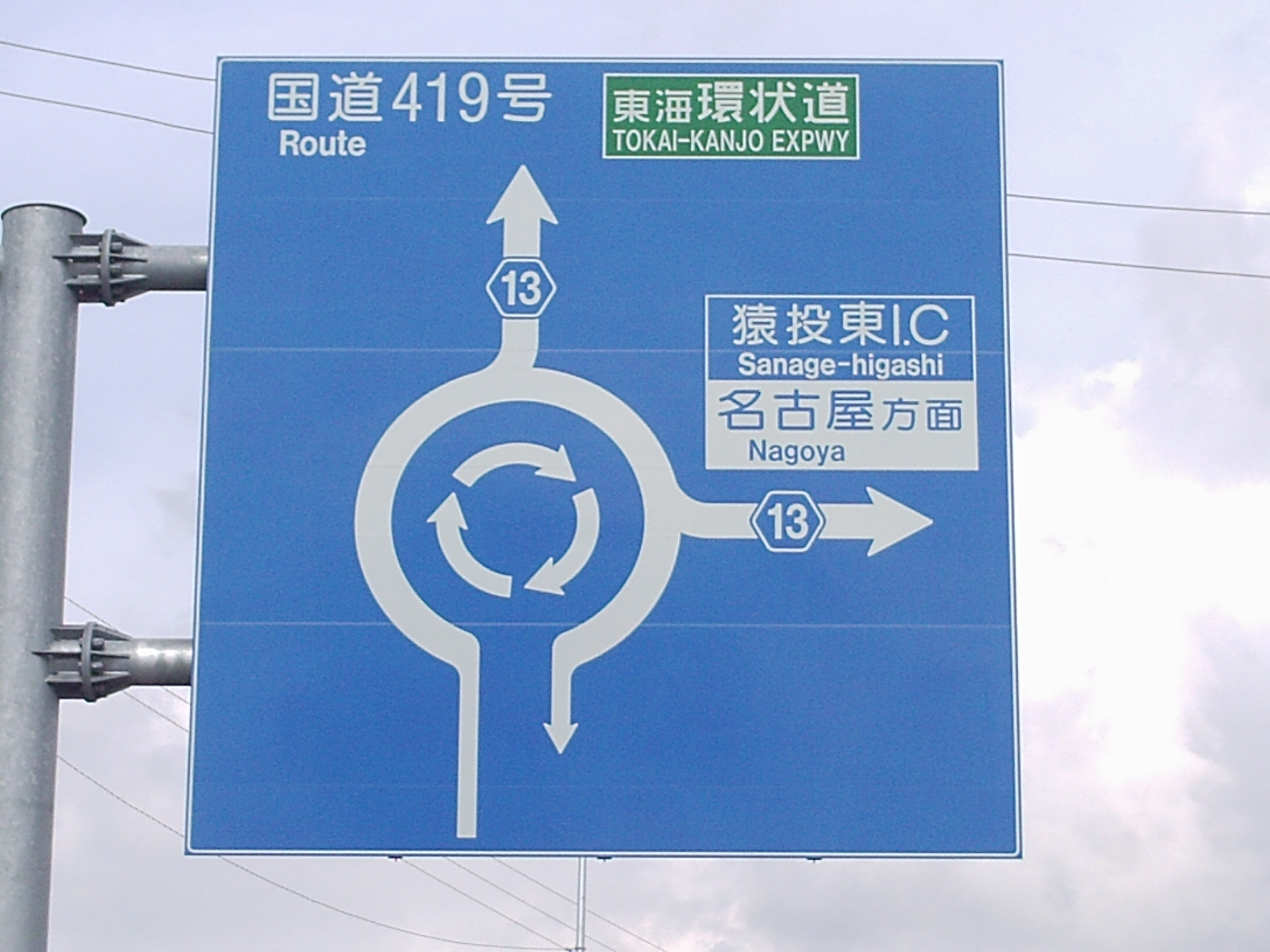
愛知県道13号豊田多治見線のロータリー交差点（愛知県豊田市猿投町）
東海環状自動車道豊田藤岡インターチェンジ付近。
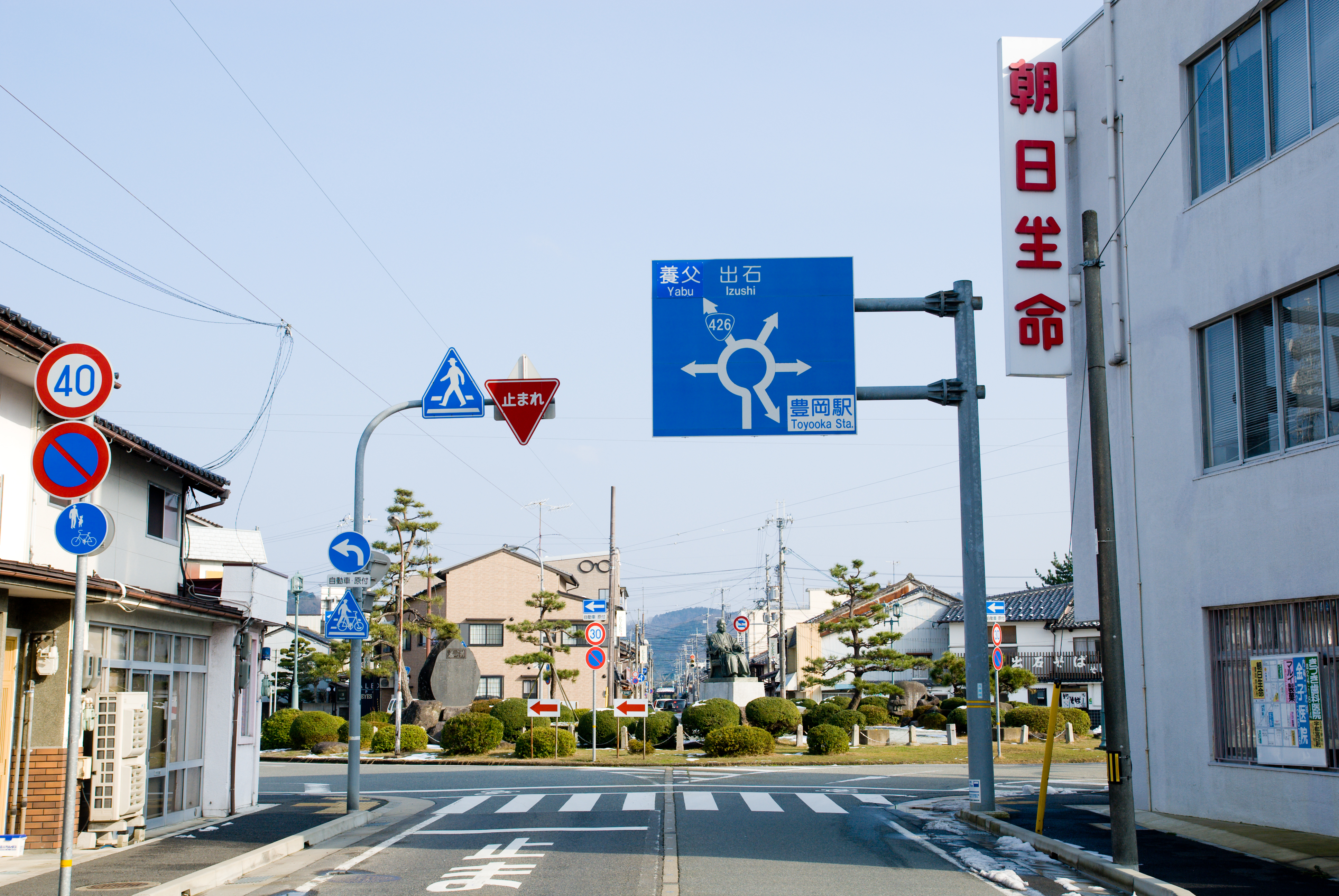
桂坂ロータリー（京都府京都市西京区）
桂坂ニュータウン中央部に設置。1986（昭和61）年10月完成。日本では珍しい住宅地内のロータリー交差点であり、ロータリーを中心に放射線状にニュータウンが広がる。道路の下には下狩川が流れ、ロータリーの半分が橋（下狩1号橋）という珍しいロータリー交差点となっている。ラウンドアバウト（環状交差点）未指定。
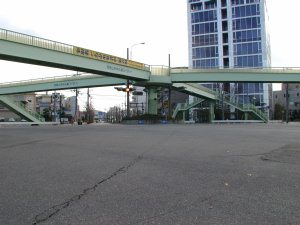
大美野噴水ロータリー（大阪府堺市東区）
大阪府道36号泉大津美原線（旧道）に設置。日本では珍しい住宅地内のロータリー交差点であり、設置当初からロータリー中央には噴水が設置されている。1930年代初めに大美野田園都市として宅地開発された際に設置された。
- 初芝ロータリー・東初芝ロータリー（大阪府堺市東区）
大阪府道190号西藤井寺線に設置。日本では珍しい住宅地内のロータリー交差点であり、300m程度の間隔で連続して設置されている点で特異である。1930年代半ばから1940年代初めにかけてそれぞれ初芝住宅地・東初芝住宅として宅地開発された際に設置された。このうち、西側にある初芝ロータリーについては、2014年（平成26年）9月1日にラウンドアバウト（環状交差点）に変更されている。
- 深日中央交差点（大阪府岬町）
和歌山県道・大阪府道752号和歌山阪南線(旧国道26号)の交差点。かつてロータリーであった名残が独特の形の中央分離帯に残っている。
- 寿ロータリー（兵庫県豊岡市）
国道に設置されていた数少ないロータリーのひとつ。現在は市道[1]。
- 中之島ロータリー（和歌山県和歌山市）
ロータリー交差点と信号を兼用していた。2009年（平成21年）1月から改修工事に着手、同年3月10日よりロータリー方式を廃止、右折専用レーンを増設するなど、大幅に改良された。これに伴い、名称が「中之島交差点」と改められ、「ロータリー」の名前が消えた。
- 白浜丸公園ロータリー交差点（和歌山県西牟婁郡白浜町）
和歌山県道31号田辺白浜線と和歌山県道34号白浜温泉線を結ぶ町道。
- 瓦町ロータリー（鳥取県鳥取市）[2]
鳥取県道192号西町鳥取停車場線・鳥取市道2010109号智頭街道・鳥取市道2011440号吉岡街道・鳥取市道2011016号昭和南通りの4線が交わる六叉路ロータリー。鳥取市街地のほど近く。かつては中心に「鳥取タワー」と俗称された鉄塔が立っていた。
- 糸満ロータリー（沖縄県糸満市）
2015年（平成27年）10月にラウンドアバウトへ改良された。

- 幣舞ロータリー（北海道釧路市）
- 旭川常盤ロータリー（北海道旭川市）
- 吾妻町ロータリー（長野県飯田市）[3]
- 箱崎ロータリー（東京都中央区）の案内図
- ロータリー交差点（愛知県豊田市猿投町）の案内標識
- 寿ロータリー（兵庫県豊岡市）
- 旧中之島ロータリー交差点（2003年3月、和歌山県和歌山市）